# Cindy Langlais
Cindy Langlais (* 23. Juni 2009) ist eine französische Tennisspielerin.

## Leben

### Karriere
Cindy Langlais spielt im Moment noch auf der Juniorinnentour der ITF und sporadisch auf der ITF Women’s World Tennis Tour.
Sich für die Hauptrunde bei einem Profiturnier zu qualifzierten versuchte sie erstmal im September 2023 in Dijon, wo sie in der zweiten Runde ausschied. Im Dezember desselben Jahres erhielt sie dann eine Wildcard für die Hauptrunde eines ITF-W15-Turniers in Valencia, auch hier verlor sie in der zweiten Runde.
Für die French Open 2025 erhielt sie eine Wildcard für die Qualifikation bei den Damen.

## Abschneiden bei Grand-Slam-Turnieren

### Juniorinneneinzel
| Turnier         | 2025 | Karriere |
| --------------- | ---- | -------- |
| Australian Open | —    | —        |
| French Open     | 1    | 1        |
| Wimbledon       | —    | —        |
| US Open         |      | —        |

Zeichenerklärung: S = Turniersieg; F, HF, VF, AF = Einzug ins Finale / Halbfinale / Viertelfinale / Achtelfinale; 1, 2, 3 = Ausscheiden in der 1. / 2. / 3. Hauptrunde; nicht ausgetragen

### Juniorinnendoppel
| Turnier         | 2024 | 2025 | Karriere |
| --------------- | ---- | ---- | -------- |
| Australian Open | —    | —    | —        |
| French Open     | 1    | AF   | AF       |
| Wimbledon       | —    | —    | —        |
| US Open         | —    |      | —        |